# Валентин Аюи
Валентин Аюи (на френски: Valentin Haüy) е френски педагог и основоположник на обучението на хора със зрителни увреждания (тифлопедагогика).
Неговият брат Рене Жюст Аюи е сред основателите на минералогията като самостоятелна научна дисциплина.

## Биография
Роден е на 13 ноември 1745 година във Франция в семейство на тъкачи. Баща му, освен пълния работен ден на тъкачния стан, има грижата също да бие камбаните на местното премонстрантско абатство.
Монасите от манастира дават образование на Валентин и той научава да говори 10 езика, измежду които гръцки и иврит. Тези му умения впоследствие му дават възможността да стане придворен преводач на крал Луи XVI.
След случка през 1771 г., когато вижда как група слепци са унизително използвани като улични комедианти, Аюи изпитва огромното желание да помага на хората, лишени от зрение. За изработването на своя методика на преподаване черпи опит от обучението на глухи и срещите си с будни млади незрящи.
До времето на Великата френска революция школата за слепи, която Аюи създава, се ползва от щедростта на френския кралски двор и създаденото през 1780 г. Филантропическо дружество. По време на управлението на Наполеон Бонапарт Аюи и учениците му преживяват трудни години: държавната субсидия е нищожна, неговите 2 школи – за слепи и за глухи, са обединени, а самият Аюи е уволнен и многократно арестуван.
Въпреки това постигнатите успехите в обучението по четене, писане, музика и математика, което Аюи провежда с питомците си, помага да се промени към положителна посока отношението към незрящите и техните интелектуални способности, а педагогическият му опит се разпространява и извън пределите на Франция – във Венеция, Австро-Унгария, Русия и други страни, които педагогът посещава.